# József Kiss
József Kiss (n. 1842 – d. 1921) a fost un scriitor maghiar.